# Stigmatochromis
Stigmatochromis è un piccolo genere di ciclidi haplochromini endemico del Lago Malawi nell'Africa Orientale.

## Tassonomia
Vi sono attualmente sei specie riconosciute in questo genere:
- Stigmatochromis macrorhynchos (Stauffer, Cleaver-Yoder & Konings, 2011)
- Stigmatochromis melanchros (Stauffer, Cleaver-Yoder & Konings, 2011)
- Stigmatochromis modestus (Günther, 1894)
- Stigmatochromis pholidophorus (Trewavas, 1935)
- Stigmatochromis pleurospilus (Trewavas, 1935)
- Stigmatochromis woodi (Regan, 1922)